# Kitty Pryde
Katherine „Kitty” Pryde, ismertebb fedőnevén Árnymacska egy kitalált szereplő, szuperhős a Marvel Comics képregényeiben. A karaktert Chris Claremont író és John Byrne, társszerző és rajzoló alkotta meg. Első megjelenése az Uncanny X-Men 129. számában volt 1980 januárjában.
Árnymacska mutáns, úgynevezett „faljáró” aki képes testét anyagtalanná tenni és ezáltal áthaladni szilárd testeken. A képregényekben általában az X-Men szuperhős-csapat tagjaként szerepel.

## Története
Katherine „Kitty” Pryde Illinois államban született, Deerfieldben Carmen és Theresa Pryde gyermekeként. Nagyapja európai zsidó volt, akit a második világháború alatt náci koncentrációs táborba hurcoltak.
Kitty képességei tizenhárom éves korában a pubertás során kezdtek felszínre törni, melyet szörnyű fejfájás társult. Ébredő mutáns képességei miatt az X-Men és a Pokoltűz Klub Fehér Királynője, Emma Frost is megkereste, abban a reményben, hogy megnyerjék a lányt saját ügyüknek. Emma Frost az első pillanattól fogva ellenszenves volt Kitty számára mert úgy nézett rá, mit „egy falat jó kajára”. Ororo Munroeval viszont gyorsan megtalálta a közös hangot és összebarátkoztak. Ororo elmondta Kittynek, hogy ők az X-Men tagjai, ami csak növelte a lány lelkesedését Xavier iskolája iránt.
Beszélgetésük közben rájuk támadt a Pokoltűz Klub néhány páncélos zsoldosa, akiket ugyan sikerült legyőzniük, de Frost telepatikus támadása leterítette őket. Kittynek sikerült értesítenie a csapat többi tagját akiknek segítségére volt foglyul esett társaik kiszabadításában. Kitty nem sokkal később belépett Xavier professzor iskolájába és „Szellem” kódnéven az X-Men csapatának is tagja lett.
Kittynek az első pillanattól fogva szimpatikus volt Kolosszus és közeli barátságba került a kishúgával, Iljanával is. A fiatal lány először kellemetlenül érezte magát Árnyék jelenlétében, annak „ördögi” kinézete miatt, de hamar ők is barátok lettek. Kitty egyik űrbéli kalandjuk alkalmával összebarátkozott egy intelligens sárkányszerű földönkívüli lénnyel, akit Lockheednak nevezett el. Lockheed azóta is hűségesen Kitty oldalán van, és kettejük között egy pszichikai kapcsolat is létrejött. Rozsomák egyfajta mentorrá vált Kitty számára.

## Képességei
- Kitty képes áthaladni szilárd anyagokon, úgy, hogy kihasználja a szilárd anyag atomjai közötti réseket. Ezt a folyamatot fáziseltolásnak is nevezik. Faljáró, vagy „anyagtalan” állapotában szinte sérthetetlen, mivel a szilárd fegyverek, puskagolyók és energiasugarak is ellenállás nélkül áthatolnak testén. Ez azonban nem minden esetben van így. A Mutáns mészárlás során Kittyt eltalálta Szigony egyik energiacsapása miközben fáziseltolódásban volt. Ennek hatására a lány képtelen volt visszaváltani szilárd állapotba és majdnem bele is halt, mivel az atomjai közötti kötések annyira fellazultak. A mágikus természetű támadások szintén árthatnak neki. Miközben szilárd anyagokon halad keresztül, Kitty nem tud levegőt venni, ezért az az idő amit egy szilárd test belsejében tölt, annyi időre korlátozódik, amilyen sokáig képes visszatartani a lélegzetét. Képes szerves anyagokon és élőlényeken is áthaladni. Mindazonáltal veszélyes számára ha szilárd anyagokon való áthaladás közben  szilárdítja meg atomszerkezetét, mivel ez súlyos sérülésekhez és akár a halálához is vezethet.
- Mivel Kitty faljáró alakban nem képes fizikai testeket megérinteni, ezért a talajon sem képes járni. Ehelyett annak atomjain sétál. Ezt felhasználva képes „járni” a levegőben.
- Kitty megtanulta, hogyan tudja fáziseltolódásos állapotát kiterjeszteni más testekre is. Ugyan már a kezdettől fogva képes volt rá, hogy a rajta lévő ruhát is anyagtalanná tegye magával együtt de később ezen képességét odáig fejlesztette, hogy mára már képes tárgyakat vagy más személyeket is anyagtalanná tenni. Eközben azonban mindvégig fizikai kapcsolatban kell lennie a tárggyal vagy a személlyel.
- Ha Kitty elektromos rendszereken halad keresztül, zárlatot okoz bennük.
- Fáziseltolódásos állapotában nagyon nehéz telepatikusan „befogni” Kitty tudatát.
- Kitty rendkívül tehetséges az alkalmazott tudományok és a számítástechnika terén, valamint korlátozottan jártas a japán harcművészetek terén. Tehetséges táncos.